# Escuela caravaggista de Utrecht

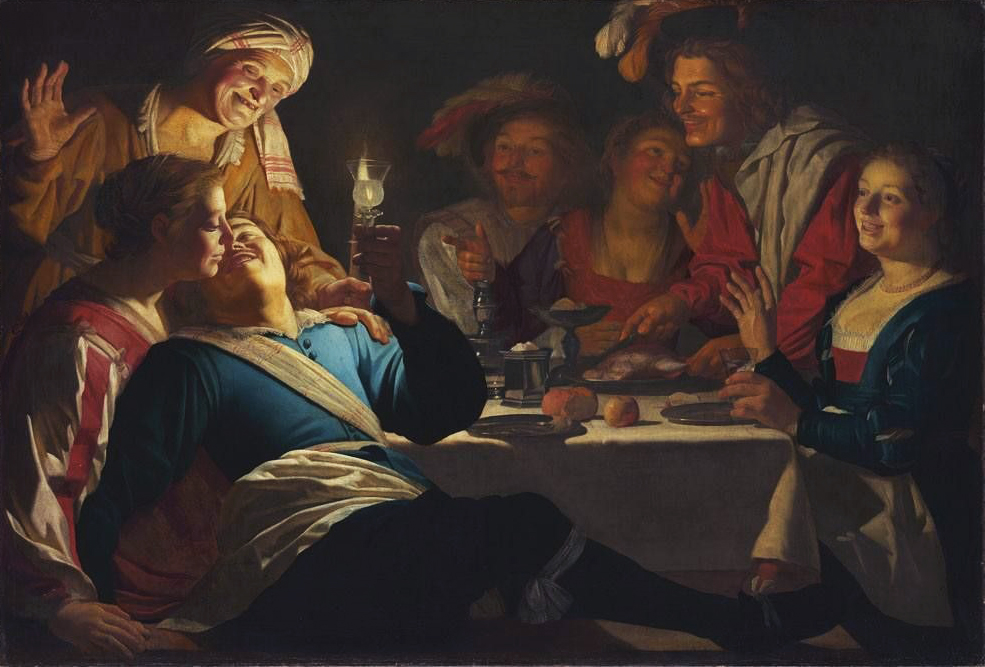
El hijo pródigo (1623), de Gerard van Honthorst, Alte Pinakothek, Múnich

La Escuela caravaggista de Utrecht (en neerlandés: Utrechtse caravaggisten) fue un movimiento pictórico activo en la ciudad de Utrecht (Países Bajos) entre 1615 y 1635, aproximadamente. Sus tres principales representantes, Hendrik Terbrugghen, Dirck van Baburen y Gerard van Honthorst, se formaron en Roma, donde recibieron la influencia del naturalismo barroco de Caravaggio, cuyo estilo trasladaron a Utrecht a su regreso a la ciudad. Como en el caravaggismo, la obra de estos artistas destaca por la profusa utilización del claroscuro, del fuerte contraste entre luces y sombras, así como una visión realista de los temas artísticos, principalmente religiosos, retratos y escenas de género. 

## Naturalismo barroco

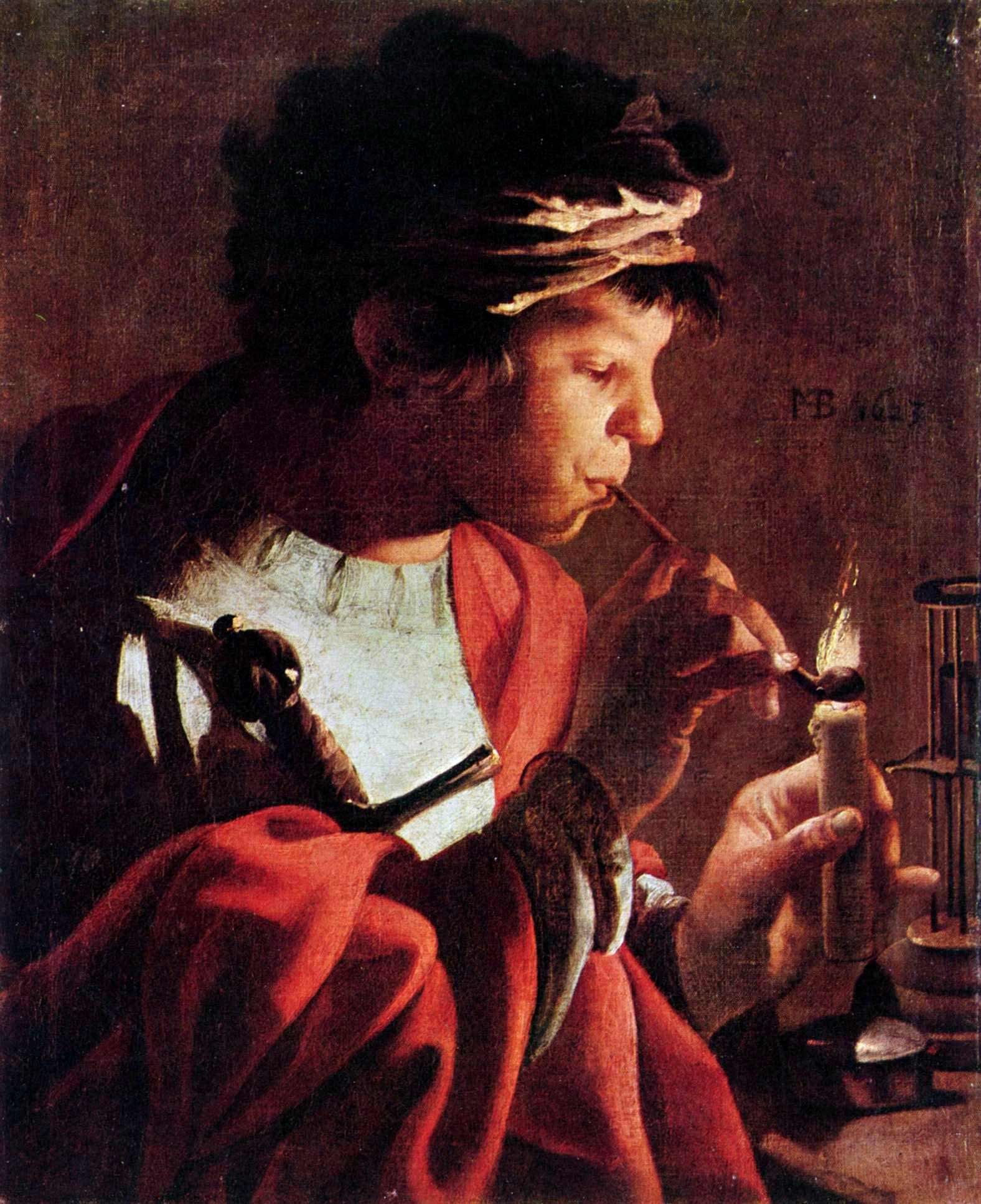
Muchacho con pífano (1623), de Hendrick Terbrugghen, Museo István-Dobó, Eger

Esta escuela se enmarca en el Barroco, un período artístico desarrollado en Europa en el siglo XVII. Era un estilo refinado y ornamentado, con pervivencia de un cierto racionalismo clasicista proveniente del Renacimiento, pero con formas más dinámicas y efectistas, con gusto por lo sorprendente y anecdótico, por las ilusiones ópticas y los golpes de efecto. La pintura barroca tuvo un marcado acento diferenciador geográfico, ya que su desarrollo se produjo por países, en diversas escuelas nacionales cada una con un sello distintivo. Sin embargo, se percibe una influencia común proveniente nuevamente de Italia, donde surgieron dos tendencias contrapuestas: el naturalismo (también llamado caravaggismo), basado en la imitación de la realidad natural, con cierto gusto por el claroscuro —el llamado tenebrismo—; y el clasicismo, que es igual de realista pero con un concepto de la realidad más intelectual e idealizado.
El naturalismo —término introducido por Giovanni Pietro Bellori en 1672— pretendía la representación empírica de la realidad tal cual es observada, sin distinciones estéticas entre belleza y fealdad, consideraciones conceptuales o intelectuales, o cualquier otro componente subjetivo que distorsionase la simple observación del objeto. Ello no excluye cierta idealización en la composición pictórica, como sí ocurriría con el realismo, término a veces aplicado como sinónimo pero que implica otra concepción de la obra artística.
Uno de los principales sellos distintivos del naturalismo fue la profusa utilización del claroscuro, el contraste acusado entre luz y sombra, que recibió el nombre de tenebrismo. Los artistas tenebristas usaban un tipo de iluminación violenta, generalmente artificial, que daba un mayor protagonismo a las zonas iluminadas, sobre las que situaban un potente foco de luz dirigida. Estos efectos tienen un fuerte dramatismo, que enfatiza las escenas representadas, generalmente de tipo religioso, aunque también abundan en escenas mitológicas, bodegones o vanitas. Su introductor y uno de sus principales representantes fue Caravaggio, por lo que este estilo es también conocido como caravaggismo y sus seguidores caravaggistas. Entre ellos destacan: Orazio y Artemisia Gentileschi, Bartolomeo Manfredi, Carlo Saraceni, Giovanni Battista Caracciolo, Pieter van Laer (il Bamboccio), Adam Elsheimer, Georges de La Tour, Valentin de Boulogne, los hermanos Le Nain y José de Ribera (lo Spagnoletto). El caravaggismo influyó en la obra de otros artistas barrocos, como Rembrandt, Peter Paul Rubens y Diego Velázquez.

## El caravaggismo neerlandés

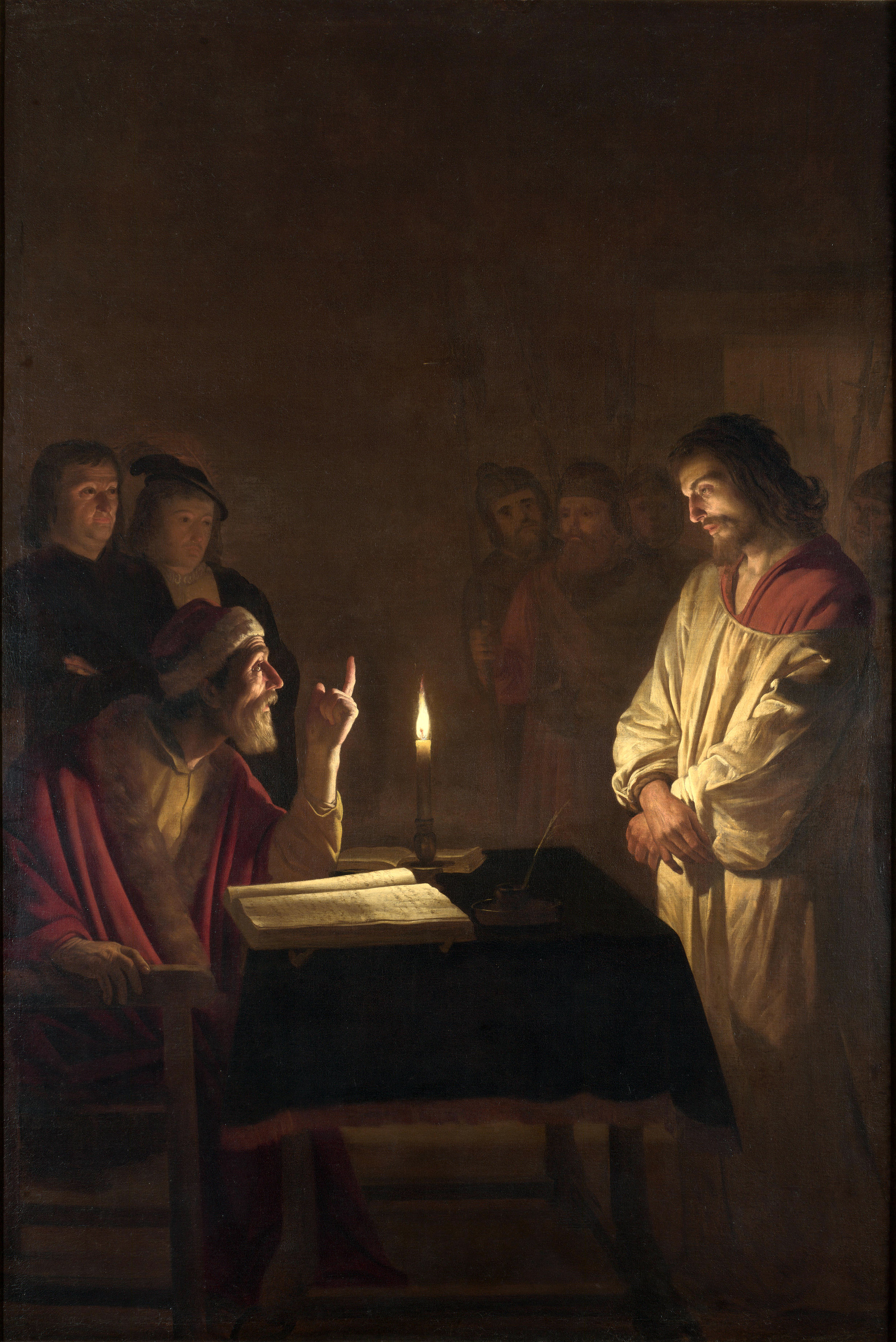
Cristo ante el Sumo Sacerdote (c. 1617), de Gerard van Honthorst, The National Gallery, Londres

Las novedades caravaggistas tuvieron un especial eco en Países Bajos, donde surgió una serie de pintores que asumieron la descripción de la realidad y los efectos claroscuristas de Caravaggio como principios pictóricos, sobre los cuales desarrollaron un nuevo estilo basado en el cromatismo tonal y la búsqueda de nuevos esquemas de composición, dando como fruto una pintura que destaca por sus valores ópticos. Entre sus miembros destacan Hendrik Terbrugghen, Dirck van Baburen y Gerard van Honthorst, los tres formados en Roma. Otros artistas vinculados a esta escuela serían Jan van Bijlert, Matthias Stom, Willem van Honthorst, Aelbert van der Schoor, Jan Gerritsz. van Bronckhorst, David de Haen y Wybrand de Geest.
Utrecht tenía una sólida tradición artística desde los siglos xiv y xv, especialmente gracias al mecenazgo del obispado y de la cartuja de Nieuwlicht, donde se realizaban unos manuscritos iluminados de gran calidad. En el siglo XVI se recibió la influencia de la escuela veneciana renacentista, como se aprecia en la obra de Jan van Scorel y su discípulo Antonio Moro. Más avanzado el siglo el estilo dominante fue el manierismo, representado por Joachim Wtewael y Abraham Bloemaert.

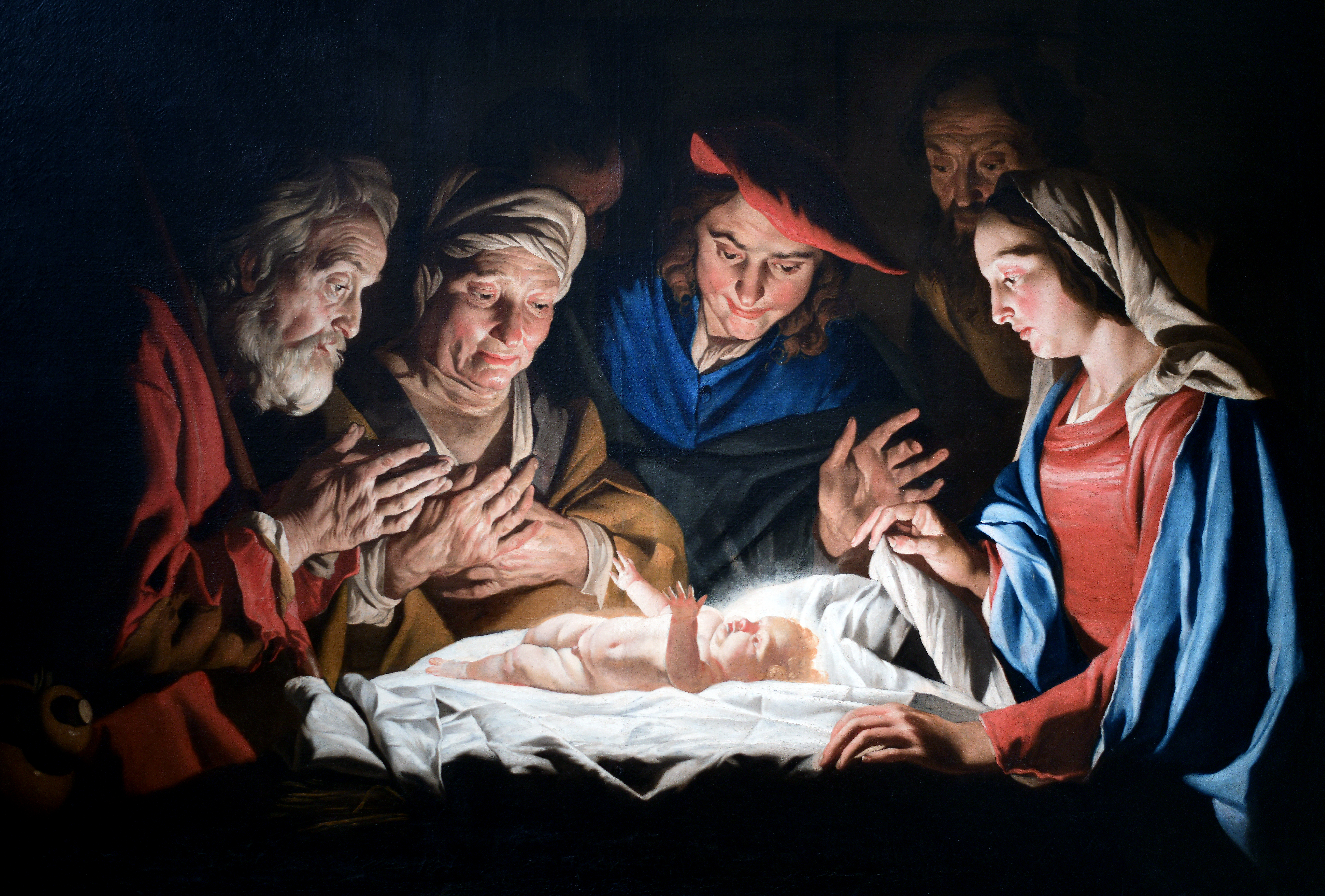
Adoración de los pastores (c. 1635-40), de Matthias Stom, Palacio Real de Turín

El iniciador de esta corriente en Utrecht fue Terbrugghen, quien tras su estancia en Roma (1604-1614), donde frecuentó a artistas como Gentileschi, Manfredi y Saraceni, puso los cimientos del caravaggismo neerlandés, caracterizado por un naturalismo sereno y agradable, en ocasiones incluso alegre y desenfadado, sin la carga intelectual de Caravaggio. La temática se centró en la pintura religiosa, el retrato y las escenas de género, recogiendo la tradición del naturalismo flamenco medieval y renacentista. Un sello distintivo de esta escuela sería el análisis psicológico del personaje, al que estudian con atención y retratan de forma veraz y objetiva. En 1620 regresaron de Roma igualmente Gerard van Honthorst y Dirck van Baburen, con lo que ya se podría hablar de una escuela caravaggista en Utrecht, cuya influencia se extendió a otras ciudades neerlandesas como Haarlem, Leiden y Delft.
El caravaggismo utrequés debe más a los discípulos italianos de Caravaggio que al propio maestro, es un naturalismo más provocativo y vulgar en temas y tipos, con personajes de baja extracción social, como prostitutas, borrachos y jugadores, con poses teatrales y ataviados con ropajes fantásticos. El tono es a menudo satírico, irreverente, picaresco, desenfadado. La técnica empleada destaca por la intensa policromía y la predilección por colores claros.
Este estilo se puso enseguida de moda y tuvo un gran éxito entre el público, hasta el punto de que artistas de la generación anterior como Abraham Bloemaert y Paulus Moreelse tuvieron que adaptarse a él para sobrevivir. Otros artistas lo adaptaron de una forma personal, como Paulus Bor, más poética e intimista; o Jan van Bijlert, más clasicista y con una paleta más fría.

## Principales representantes

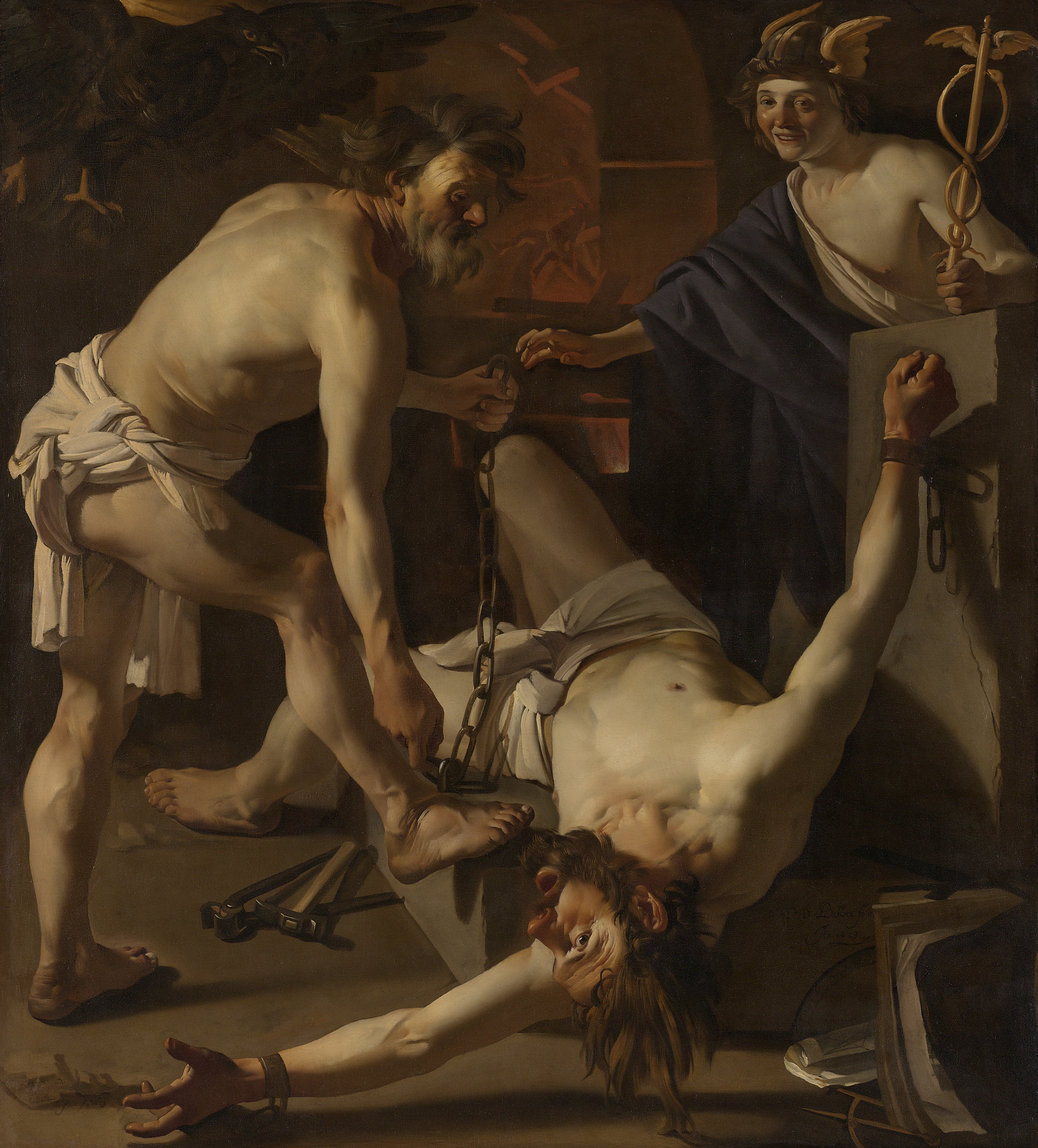
Prometeo encadenado por Vulcano (1623), de Dirck van Baburen, Rijksmuseum, Ámsterdam

- Hendrik Terbrugghen (1588-1629) asumió el repertorio temático de Caravaggio pero con un tono más edulcorado, con un dibujo nítido, un cromatismo grisáceo-plateado y una atmósfera de suave claridad lumínica. Su repertorio se centró en temas religiosos, retratos, escenas musicales, callejeras y de taberna: La incredulidad de santo Tomás (1623, Rijksmuseum, Ámsterdam), San Sebastián socorrido por santa Irene (1625, Oberlin College, Ohio), Jacob y Labán (1627, The National Gallery, Londres), Duetto (1628, Museo del Louvre, París).[11] Su sutil tonalidad de figuras oscuras contra fondos claros preludió el estilo de la Escuela de Delft (Jan Vermeer, Carel Fabritius).[12]

- Gerard van Honthorst (1590-1656) fue un hábil realizador de escenas nocturnas, lo que le valió el apodo de Gherardo delle Notti («Gerardo de las noches»).[13] En obras como Cristo ante el Sumo Sacerdote (1617), Natividad (1622), El hijo pródigo (1623) o La alcahueta (1625), mostró una gran maestría en el uso de la luz artificial, generalmente de velas, con una o dos fuentes de luz que iluminaban de forma desigual la escena, resaltando las partes más significativas del cuadro y dejando el resto en penumbra. De su Cristo en la columna dijo Joachim von Sandrart: «el brillo de las velas y de las luces lo ilumina todo con una naturalidad que se asemeja tanto a la vida que nunca arte alguno alcanzó cotas tales».[14] Realizó obras religiosas, nocturnos, conciertos, banquetes y otras escenas de género, con un naturalismo claroscurista más atemperado que durante su estancia en Roma, y con un tono más trivial y en ocasiones humorístico. Tras la muerte de Terbrugghen se volvió más clasicista, con un estilo más decorativo y convencional, puesto al servicio de los príncipes de Orange-Nassau.[15]

- Dirck van Baburen (1595-1624) buscó más los efectos de plena luz que no los contrastes claroscuristas, con intensos volúmenes y contornos. Destacó en las escenas de género, como su célebre Alcahueta (1622, Museum of Fine Arts, Boston), que poseyó Vermeer. Una de sus obras más celebradas es Prometeo encadenado por Vulcano (1623, Rijksmuseum, Ámsterdam).[16] Su paleta era más clara y fría, y sus figuras destacan por una caracterización casi grotesca de los rostros y por la gestualización de los personajes.[17] Una de sus temáticas favoritas fue la música: Joven músico (1621, Museo de Utrecht), Músico del laúd (1622, Museo de Utrecht), Concierto (1622, Museum of Fine Arts, Boston).[18]